# Tetraneura fusiformis
Tetraneura fusiformis är en insektsart. Tetraneura fusiformis ingår i släktet Tetraneura och familjen långrörsbladlöss.

## Underarter
Arten delas in i följande underarter:
- T. f. bispina
- T. f. fusiformis